# Рибейра-де-Сан-Жуан
Рибейра-де-Сан-Жуан (порт. Ribeira de São João)  —  район (фрегезия) в Португалии,  входит в округ Сантарен. Является составной частью муниципалитета  Риу-Майор. По старому административному делению входил в провинцию Рибатежу. Входит в экономико-статистический  субрегион Лезирия-ду-Тежу, который входит в Рибатежу. Население составляет 850 человек на 2001 год. Занимает площадь 7,76 км².
Покровителем района считается Дева Мария (порт. Nossa Senhora da Barreira). 

## История
Район основан в 1984 году